# 国際空港電鉄
国際空港電鉄（こくさいくうこうでんてつ）は、かつて新東京国際空港（現成田国際空港）への空港連絡鉄道をモノレール規格で建設することを計画した日本の企業である。

## 概要
1970年2月14日に、西船橋駅 - 新東京国際空港間の敷設免許申請を、地方鉄道法に基づき東京陸運局に提出している。
当初は1973年4月の開通を目標とし、千葉県知事（友納武人）に協力を求めていたが、免許を得ることはできなかった。

## 申請路線データ
- 起点：西船橋駅[2][4]
- 終点：新東京国際空港[1][2][4]
- 路線距離：50.8km[5]
- 駅数：13駅[5]
- 複線区間：全線[5]
- 表定速度：122km/h（最短所要時間25分[4]）
- その他：車両は270人乗り6両編成[5]

## 企業データ
- 代表者：中島利治[4]
- 本社所在地：東京都千代田区飯田橋1-7-10[4]、山京ビル本館